# Leonhard Neidhart
Leonhard Neidhart (* 7. Dezember 1934 in Ramsen) ist ein Schweizer Politikwissenschaftler. Er hatte bis ins Jahr 2000 den Lehrstuhl für Politikwissenschaft an der Universität Konstanz inne.

## Leben
Neidhart erlangte an der Freien Universität Berlin 1966 ein Diplom der Soziologie und promovierte dort 1969 zum Dr. rer. Pol. Die Habilitation für Politische Wissenschaft erfolgte 1973 an der Universität Zürich. Zwischen den Jahren 1967 bis 1971 arbeitete Neidhart als Wissenschaftlicher Assistent an der Freien Universität Berlin. Ab 1974 war er Professor für Politikwissenschaft an der Fakultät für Verwaltungswissenschaft der Universität Konstanz. 2000 emeritierte er.

## Forschung
Leonhard Neidharts Forschungsgebiet ist die schweizerische Politik. Dabei publizierte er zu Themen wie der direkten Demokratie, Wahlen, der Stellung des Parlamentes, dem Verhältnis der Schweiz zur EU, zur Bundesfinanzpolitik, zum Einfluss der französischen Schweiz in der Bundesversammlung, über die Verfassungsreform oder über Abstimmungskampagnen.

## Lehre
Im Mittelpunkt der Lehre Neidharts an der Universität Konstanz stand die Politische Theorie, der Parteienwettbewerb und die öffentliche Meinung, die Politikfeldanalyse, die Politische Kommunikation und die Medien sowie das Gebiet der Politischen Institutionen.

## Werke (Auswahl)
- Reform des Bundesstaates. Francke, Bern 1970.
- Föderalismus in der Schweiz: Zusammenfassender Bericht über die Föderalismus-Hearings der Stiftung für eidgenössische Zusammenarbeit in Solothurn. Benziger, Zürich 1975.
- Plebiszit und plurale Demokratie: eine Analyse der Funktion des schweizerischen Gesetzesreferendums. Francke, Bern 1970.
- Die politische Schweiz. Fundamente und Institutionen. Verlag Neue Zürcher Zeitung, Zürich 2002.
- Das frühe Bundesparlament: Der erfolgreiche Weg zur modernen Schweiz. NZZ Libro, 2010.